# Карив, Аркан
Арка́н Кари́в (ивр. ארקן קריב‎, при рождении Аркадий Юрьевич Карабчиевский; 25 апреля 1963, Москва — 22 апреля 2012, там же) — израильский и российский журналист, телеведущий, писатель.

## Биография
Родился в Москве в семье известного русского поэта, прозаика и литературного критика Юрия Карабчиевского. Окончил физико-математическую школу (10Г класс московской школы номер 179) в 1980 году. В 1980—1982 годах учился на физико-химическом факультете Московского института стали и сплавов в группе МФ-80-2. Работал дворником, грузчиком, землекопом.
В 1989 году репатриировался в Израиль. Работал журналистом, вёл передачи на Девятом канале ИТВ и на канале «Yes-Радуга». Вёл рубрику «Слово за слово» в газете «Вести» и авторскую передачу по изучению иврита «Иврит катан» (вместе с режиссёром Эрнестом Арановым).
Автор пособия по языку иврит «Слово за слово» (в трёх томах). Автор романов «Переводчик» и «Однажды в Бишкеке», остросюжетного романа «Операция „Кеннеди“» (совместно с Антоном Носиком). Публиковал рассказы и эссе в журналах «Сноб», «Лехаим», «Саквояж», «Дружба народов» и других. Автор видеопроектов («Иврит катан», «Про евреев и людей»), сериала «История Израиля в иврите».
Увлекался танго.
С 2004 по 2011 год жил в России, Кыргызстане и Аргентине. В 2011 году вернулся в Израиль, а затем и в Россию. Работал в издательском доме «Коммерсант» (Москва).
Скончался на 49-м году жизни в Москве 22 апреля 2012 года. По первоначальной версии причиной смерти был инсульт, хотя Антон Носик, близкий друг Карива, позднее сообщил, что это было самоубийство. Похоронен на Востряковском кладбище.